# Héctor Castaño
Héctor Manuel Castaño Betancurt (Itagüí, Antioquia; 23 de enero de 1965) es un ciclista profesional colombiano, que corrió para equipos como el Orgullo Antioqueño y el Kelme, entre otros.

## Palmarés
1988
- 1 etapa del Tour de Guadalupe

1993
- 1 etapa del Clásico RCN

1994
- Campeón de la Vuelta a Antioquia
- 1 etapa del Clásico RCN

2000
- 3° en la Vuelta a Colombia

## Resultados en Grandes Vueltas y Campeonatos del Mundo
Durante su carrera deportiva ha conseguido los siguientes puestos en las Grandes Vueltas y en los Campeonatos del Mundo en carretera:
| Carrera         | 1994 | 1995 | 1996 |
| --------------- | ---- | ---- | ---- |
| Giro de Italia  | -    | -    | -    |
| Tour de Francia | -    | Ab.  | -    |
| Vuelta a España | -    | -    | -    |
| Mundial en Ruta | -    | -    | -    |

-: no participa

Ab.: abandono